# Friedrichsbad

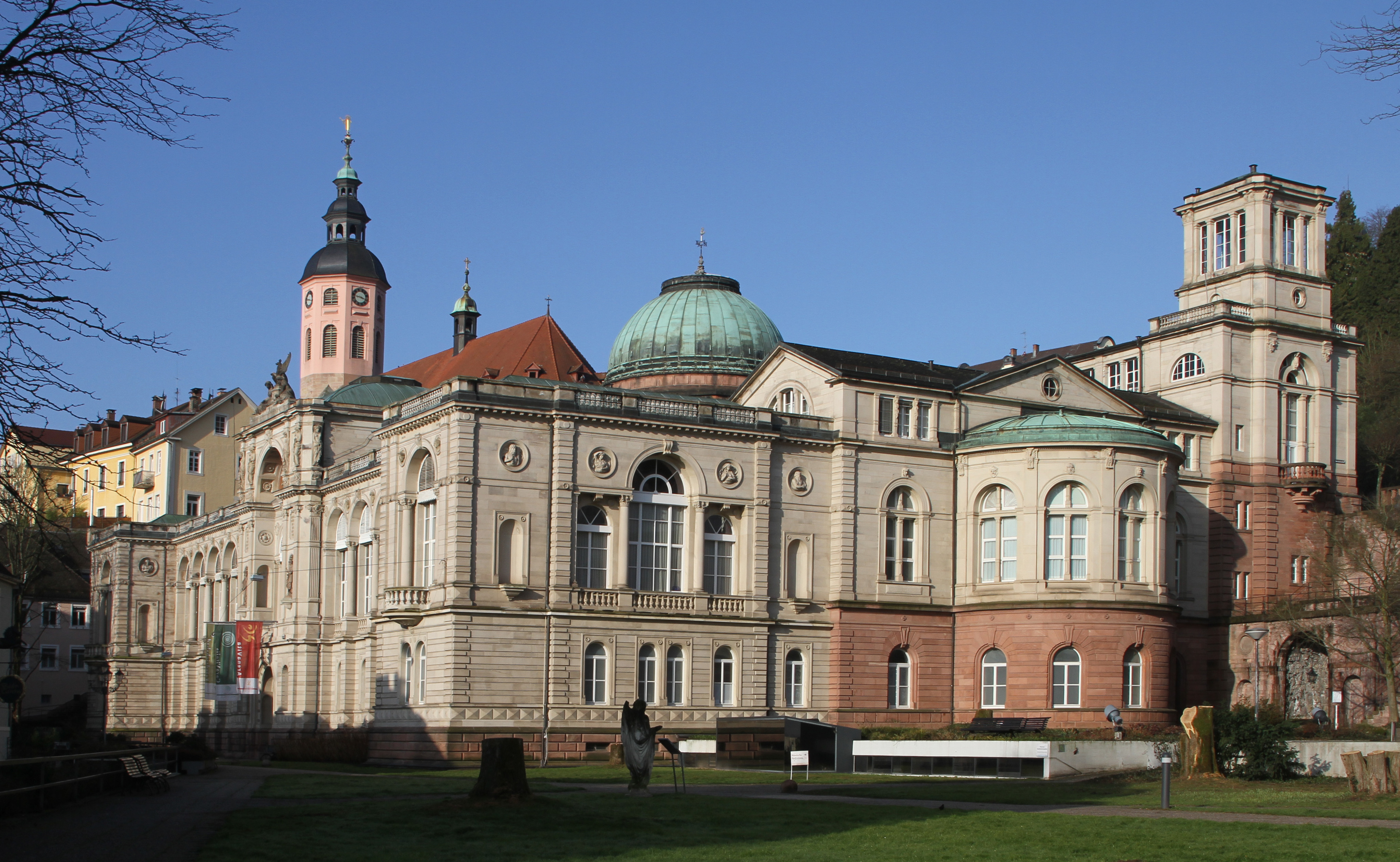
Friedrichsbad

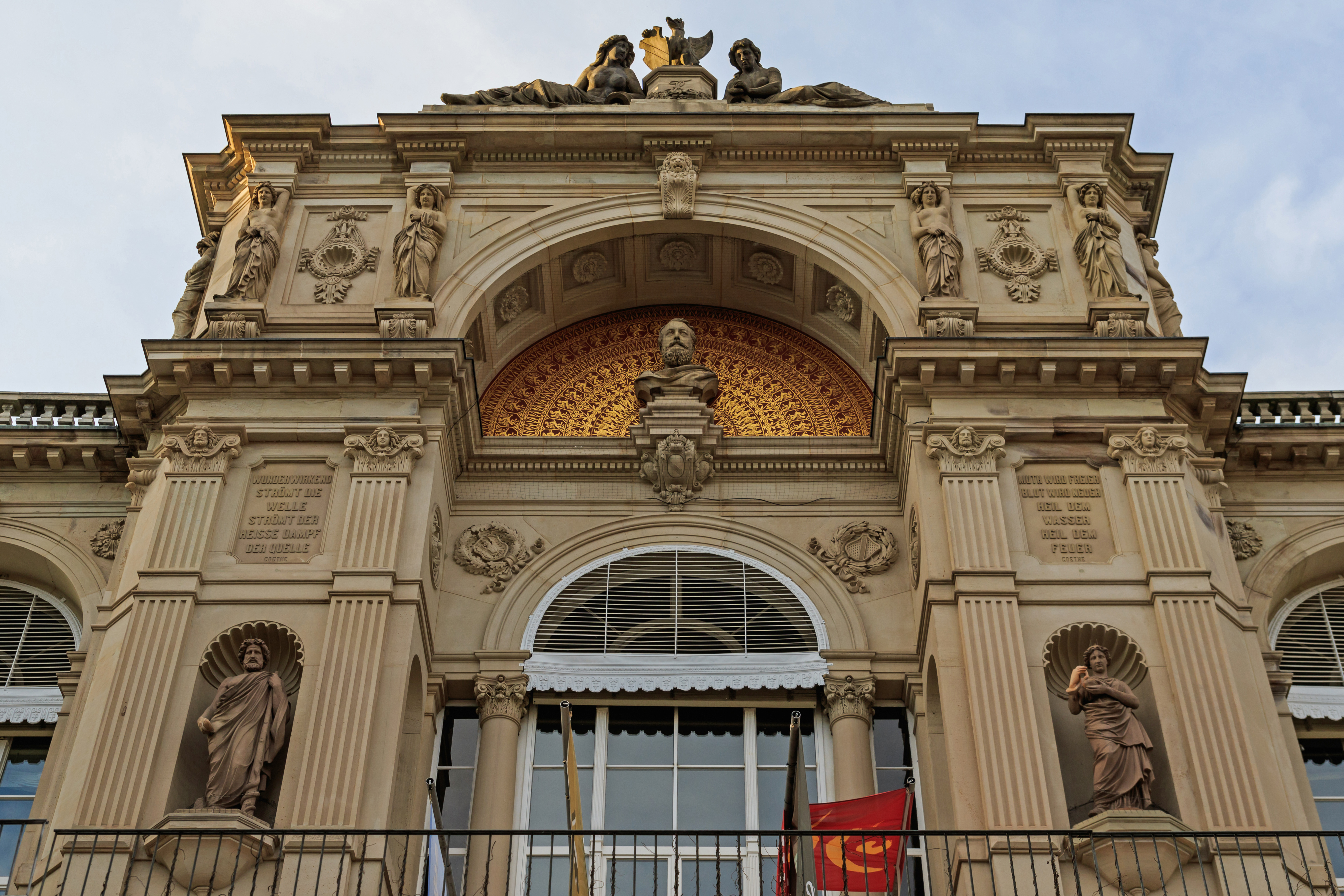
Mittelrisalit der Hauptfassade

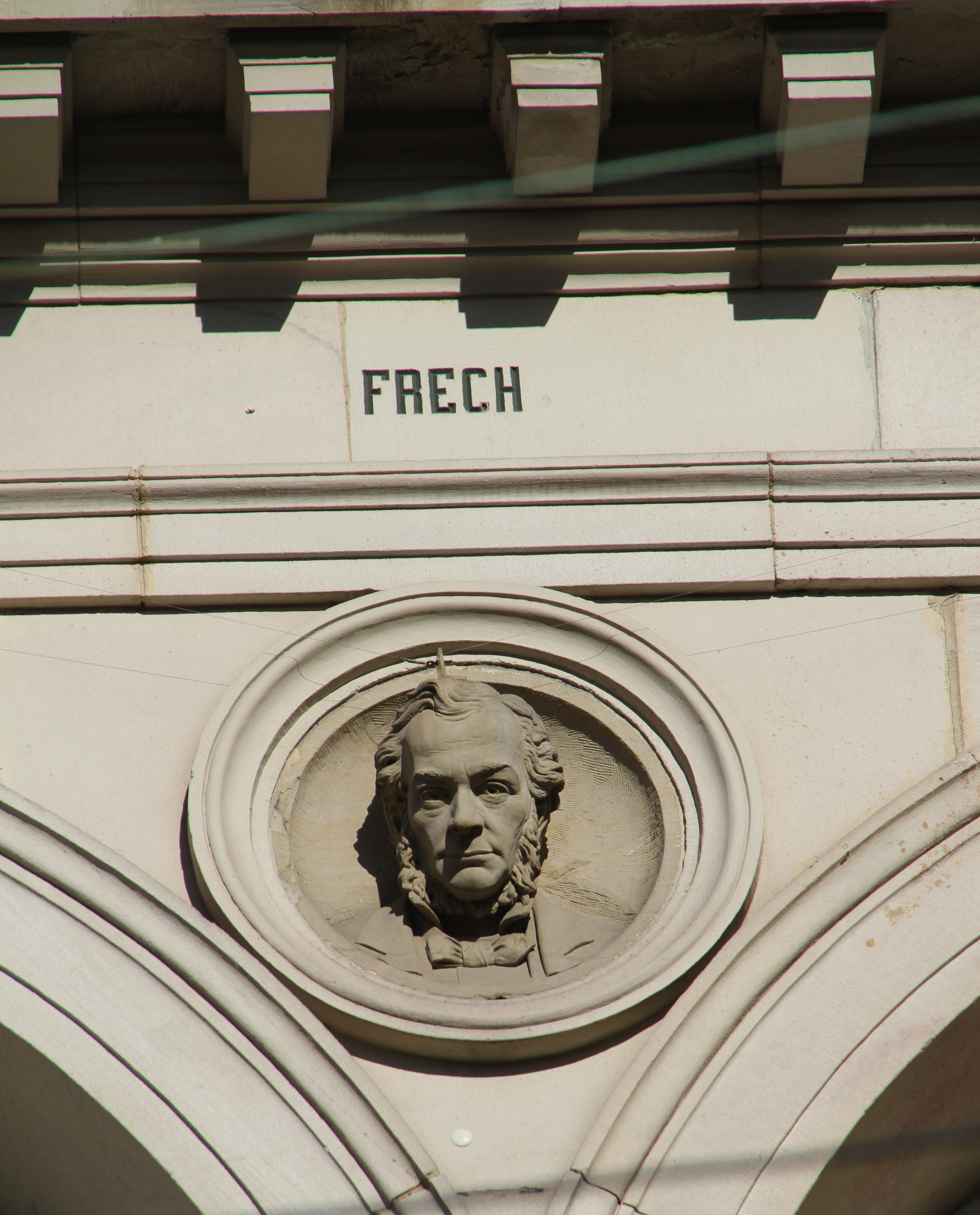
Porträt des Badearztes Carl Frech

Das Friedrichsbad ist ein römisch-irisches Thermalbad in der baden-württembergischen Stadt Baden-Baden.

## Voraussetzungen
Großherzog Friedrich I. beauftragte 1868 den Baden-Badener Bezirksbauinspektor Karl Dernfeld gemeinsam mit dem Großherzoglichen Badearzt Carl Frech, bekannte Stadt- und Heilbadeanstalten zu besichtigen, um die dabei gewonnenen Erkenntnisse beim Bau des Friedrichsbades umzusetzen. Im Hinblick auf das bereits in den Jahren vor der Reichsgründung 1871 drohende und ab 1872 gültige Spielbankverbot, war die Modernisierung der Bäder für Baden-Baden wichtig, um für Gäste weiter attraktiv zu bleiben und neue Gäste anzuziehen.
Direkte Vorbilder für das Friedrichsbad sind das Raitzenbad in Budapest und das Graf-Eberhardsbad (heute Palais Thermal) in Bad Wildbad (Landkreis Calw). Von einer früheren Studienreise nach Italien kannte der Bezirksbaumeister auch die antiken Thermen, deren archäologische Erforschung im 19. Jahrhundert immer stärker in den Mittelpunkt des Interesses rückte. Daneben gab es weitere Einflüsse aus Großbritannien. Die Einführung des römischen oder Türkischen Bades in Europa ist dem durch seine Auslandsaufenthalte mit orientalischen Badesitten vertrauten britischen Diplomaten David Urquhart (1805–1877) zu verdanken. Nach dem Krimkrieg (1853–1856) gründete der irische Arzt Richard Barther (1802–1870), beeinflusst von den Ideen Urquharts, im Jahr 1856 in St. Anne’s Hill bei Cork in Irland das erste Türkische Bad in Westeuropa.

## Baugeschichte
Das Friedrichsbad war das bedeutendste deutsche Thermalbad in der zweiten Hälfte des 19. Jahrhunderts und es galt zu dieser Zeit als das schönste Thermen-Badehaus Europas. Es entstand 1869 bis 1877 nach dem Abriss eines Altstadtquartiers auf dem historischen Baugrund des Florentinerberges, auf dem bereits die Römer ihre Thermen errichtet hatten. Die lange Bauzeit war verursacht durch den Deutsch-Französischen Krieg, den Fund römischer Badruinen im Untergrund, Finanzierungsprobleme und den schwierigen Baugrund am Hang des Florentinerbergs. Die Pläne des Architekten Dernfeld sind verschollen. Im Vergleich zu den Wohngebäuden in der unmittelbaren Nachbarschaft hat das Gebäude aus rotem und weißem Sandstein (die Innenwände sind aus Backstein) mit den Abmessungen 62,5 × 50 Meter gewaltige Dimensionen. Durch seine Gliederung in drei bergwärts gestaffelte Baukörper passt sich das Friedrichsbad dem steilen Hang an. Dernfeld errichtete es im Stil der Neurenaissance.
Der Grundriss des Friedrichsbades ist streng axialsymmetrisch aufgebaut. Er lehnt sich an die antiken Vorbilder Caracallathermen und Diokletiansthermen in Rom an. Ein Kuppelbau mit kreisrundem Bewegungsbad steht sowohl ideell als auch geometrisch im Zentrum der Anlage. Nach dem Vorbild des Caldariums der Caracallathermen trägt der durch acht Blendbögen auf korinthischen Säulen gegliederte Raum eine 17,5 Meter hohe Kuppel.

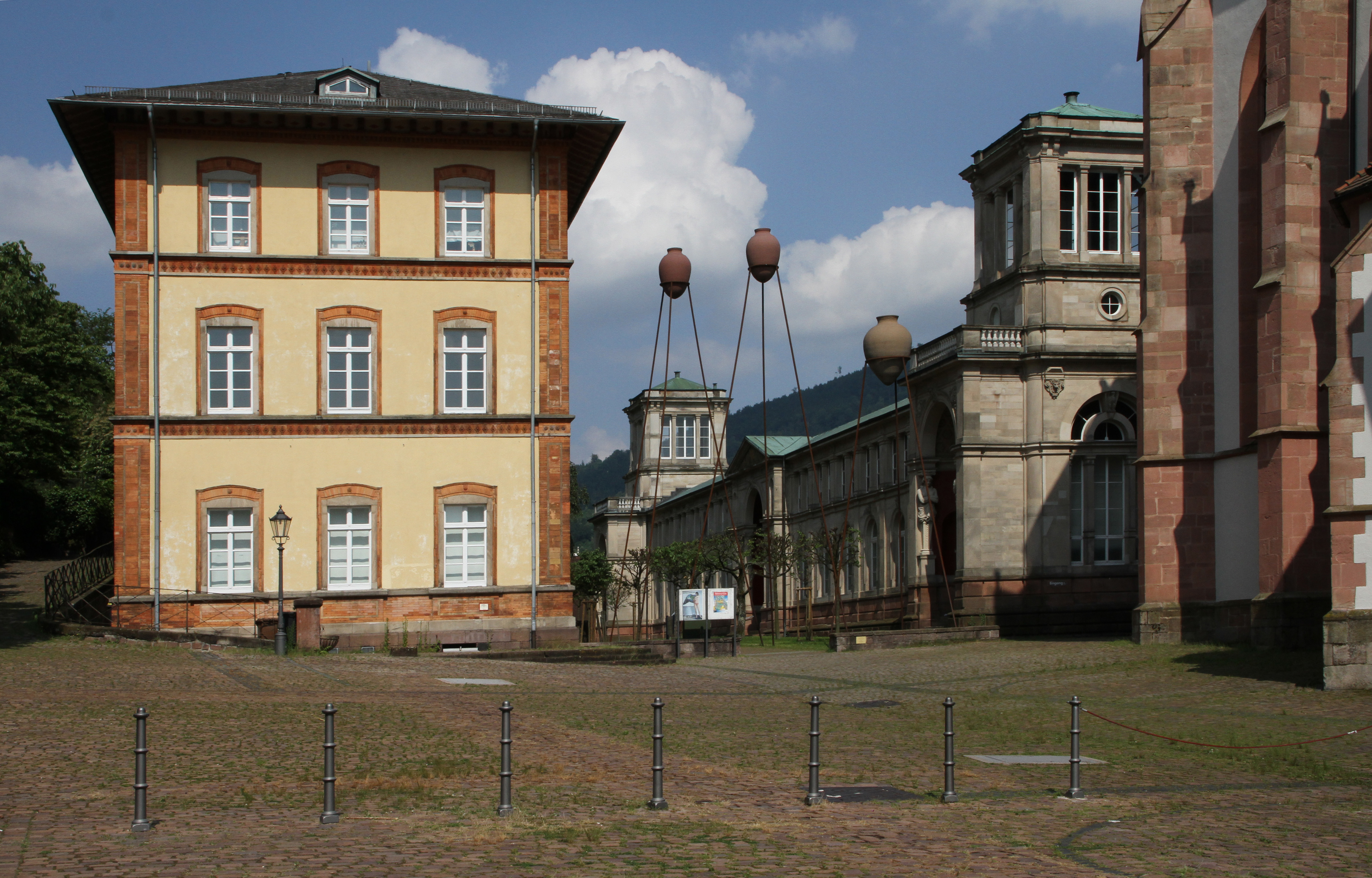
Rückansicht des Friedrichsbades am Marktplatz, links das Alte Dampfbad

In Anlehnung an die Paläste der italienischen Hochrenaissance hat die Hauptfassade des Friedrichsbades am Römerplatz ein einfaches Untergeschoss und ein aufwendiges Obergeschoss. Sie ist durch einen triumphbogenartigen, dreigeschossigen Mittelrisalit und Eckrisalite gegliedert. In den Bogenzwickeln des Obergeschosses der reich gegliederten Fassade befinden sich Porträtmedaillons und zwei Figurennischen, die Raum für ein umfangreiches ikonografisches Programm geben, das durch Inschriften ergänzt wird. Sie zeigen mehr oder weniger willkürlich ausgewählte Herrscher und Gelehrte, die für die Entwicklung des Bäderwesens allgemein bzw. für die Geschichte der Stadt von Bedeutung waren.
Dem puristischen Zeitgeschmack der Mitte des 20. Jahrhunderts entsprechend wurde die originale Ausmalung des Friedrichsbades 1950 weiß getüncht. Die Wandgemälde wurden nicht völlig vernichtet, im Rahmen der umfangreichen Restaurierung des Gebäudes 1980/81 jedoch nur zum geringen Teil wiederhergestellt.

## Heutige Nutzung
Die Anlage wird heute zumeist (außer mittwochs und samstags) als textilfreies Bad genutzt. Betreiber ist Carasana.